# Тимчасова слідча комісія Верховної Ради України
Тимчасова слідча комісія Верховної Ради України (ТСК) — колегіальний тимчасовий орган Верховної Ради України, що утворюється із числа народних депутатів України, завданням якого є здійснення парламентського контролю шляхом проведення розслідування з питань, що становлять суспільний інтерес.

## Правовий статус
Згідно зі статтею 89 Конституції України,
| Верховна Рада України для проведення розслідування з питань, що становлять суспільний інтерес, утворює тимчасові слідчі комісії, якщо за це проголосувала не менш як одна третина від конституційного складу Верховної Ради України. Висновки і пропозиції тимчасових слідчих комісій не є вирішальними для слідства і суду. |
Правовий статус тимчасових слідчих комісій Верховної Ради завжди був предметом політичного торгу ( [Архівовано 15 листопада 2018 у Wayback Machine.]  [Архівовано 15 листопада 2018 у Wayback Machine.]  ).
У 2009 році зроблена чергова спроба врегулювати діяльність тимчасових спеціальних, тимчасових слідчих, а також спеціальної тимчасової слідчої комісії ВРУ окремим Законом, проте 10 вересня 2009 року його було визнано неконституційним. Причина — порушення процедури набрання Законом чинності.
На сьогодні діяльність ТСК регулюється Регламентом Верховної Ради України (статті 87-88).
Закон про тимчасові слідчі комісії і тимчасові спеціальні комісії Верховної Ради України, прийнятий Верховною Радою 6 червня 2019 року, заветований Президентом Зеленським з пропозиціями.
Тимчасову слідчу комісію не слід плутати з тимчасовою спеціальною комісією, яка утворюється для підготовки і попереднього розгляду питань. Наприклад, предметом спеціальної комісії може бути підготовка законопроєкту про внесення змін до Конституції, а предметом слідчої комісії — розслідування обставин резонансного злочину.

## Утворення і діяльність ТСК
Верховна Рада може утворювати тимчасові слідчі комісії. Питання про утворення ТСК включається до порядку денного пленарних засідань Верховної Ради без голосування.
До складу ТСК не може входити народний депутат, який матиме реальний чи потенційний конфлікт інтересів з питань, для розслідування яких створюється комісія.
Результати розслідування ТСК викладає в письмовому звіті, який повинен містити висновки і пропозиції про:
1. факти й обставини, які стали підставами для проведення розслідування;
2. відомості чи обставини, встановлені ТСК, і докази, якими це підтверджується;
3. відомості чи обставини, що не підтвердилися;
4. факти й обставини, які не були перевірені, і причини цього.

У пропозиціях ТСК зазначається, яким чином мають бути використані висновки тимчасової слідчої комісії в разі прийняття Верховною Радою рішення щодо них. Пропозиції ТСК викладаються у проєкті постанови чи іншого акта Верховної Ради і вносяться на розгляд Верховної Ради.
За результатами розгляду висновків і пропозицій тимчасової слідчої комісії Верховна Рада може прийняти такі рішення:
1. взяти до відома висновки і пропозиції ТСК;
2. припинити повноваження ТСК;
3. продовжити роботу ТСК на визначений Верховною Радою строк, але не більше одного року з дня її утворення.

Повноваження тимчасової слідчої комісії припиняються:
1. одночасно з прийняттям Верховною Радою остаточного рішення щодо результатів роботи цієї комісії;
2. у разі ненадання ТСК звіту Верховній Раді у визначений Верховною Радою термін;
3. у разі припинення повноважень Верховної Ради відповідного скликання, якою утворено ТСК.